# 추체르산데보시

추체르산데보 시의 위치

추체르산데보시(마케도니아어: Општина Чучер-Сандево)는 마케도니아 공화국 북부에 위치한 지방 자치체로 행정 중심지는 추체르산데보이며 면적은 240.78 km2, 인구는 8,493명(2002년 기준)이다. 서쪽과 북쪽으로는 코소보와 국경을 접하며 남쪽으로는 스코페, 동쪽으로는 립코보 시와 접한다.